# 長野県飯田風越高等学校
長野県飯田風越高等学校（ながのけん いいだふうえつこうとうがっこう）は、長野県飯田市上郷黒田にある公立高等学校。

## 概要
1949年に2つの旧制高等女学校を統合し女子校として創立。
1978年に男女共学になった。略称は「風越」。
普通科の他に国際教養科がある。
文化祭は「風越祭」と称し、校名に由来する。
電車通学の場合、天竜峡方面から来る人は飯田駅、伊那大島駅方面から来る人は桜町駅から歩くことが多い。また、桜町駅前にあるバス停から校門前までの区間でバスを利用する生徒も一定数いる。
自転車通学の場合、学校まで自転車で行くこともあるが麓の中央自動車道下の駐輪場に自転車を置き、ダイコン坂と呼ばれる坂を登る生徒も多い。
ダイコン坂という名称については、この坂道が風越山信仰における神域をしめす代魂（言/根）の地であったことが由来と考えられている。現在では“大根坂”という呼称でも親しまれており、これは歩くと足が大根のように太くなるような急坂であることからのもじり遊びである。
女子バスケットボール部は全国高等学校総合体育大会準優勝経験あり。

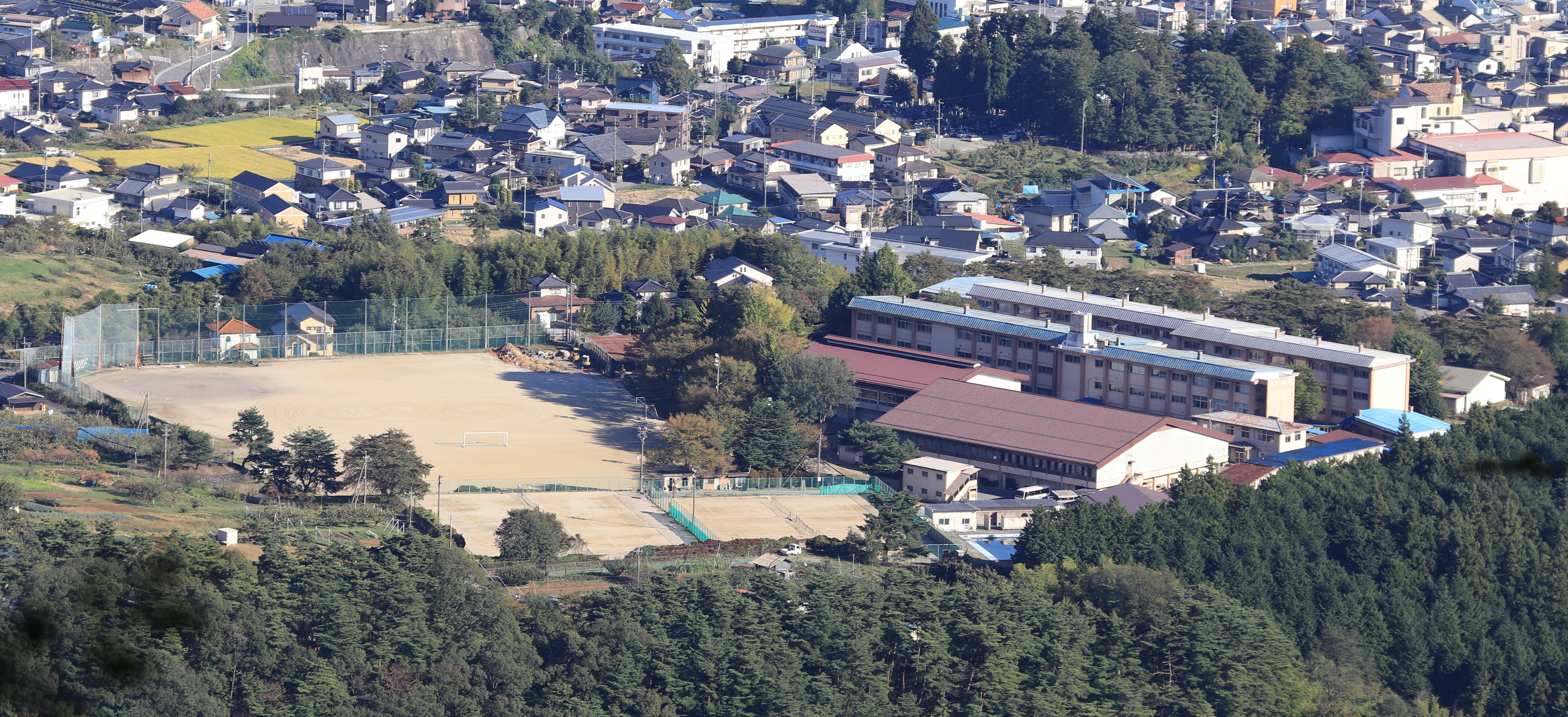
風越山（前衛の虚空蔵山）から望む学校の全景

## 沿革
- 1901年
  - 3月4日 - 下伊那郡立下伊那高等女学校の設立を官報で告示。
  - 4月25日 - 下伊那郡立下伊那高等女学校として開校。
- 1909年 4月 - 下伊那高等女学校が長野県に移管し、長野県立飯田高等女学校となる。
- 1920年 4月 - 長野県令38号により、長野県立飯田高等女学校が長野県飯田高等女学校に改称。
- 1921年 4月 - 飯田町立飯田職業学校が開校。
- 1922年 4月 - 飯田町立飯田職業学校の女子部が独立し、飯田町立飯田実科高等女学校となる（男子部は飯田商業学校（現・長野県飯田長姫高等学校）となる）。
- 1943年 4月 - 飯田町立飯田実科高等女学校が、飯田市立高等女学校と改称。
- 1948年 4月 - 学制改革により長野県飯田高等女学校が長野県飯田西高等学校に、飯田市立高等女学校が飯田市立高等学校となる。長野県飯田西高等学校に定時制を設置。
- 1949年 4月 - 飯田市立高等学校を長野県に移管し長野県飯田北高等学校となり、飯田西高等学校と統合し長野県飯田風越高等学校となる。
- 1976年 8月 - 現校舎に移転。寄宿舎「清風寮」を閉寮。
- 1978年 4月 - 男女共学を実施。
- 1982年 3月 - 定時制を廃止。
- 2001年 10月 - 創立100周年記念式典を挙行。
- 2002年 4月 - 国際教養科を設置。
- 2007年 4月 - 家政科を普通科に転科。
- 2009年 3月 - 家政科を閉科。
- 2021年 10月 - 創立120周年記念式典を挙行。

## 出身者
- 岸田今日子 - 女優（疎開中に在籍）
- 田中沙弥 - ホルン奏者
- 中川弘子 - バスケットボール選手
- 福井裕子 - 女優
- 藤本ひとみ - 作家
- 横田文子 -  作家第3回芥川賞候補

## 校歌・応援歌
- 校歌
  - この校歌は、日本近代音楽の確立に尽力した教育者である伊沢修二による作歌（作詞）である。旧2番の歌詞については女子高時代の面影が強く残っており、共学化により歌詞の変更が望まれ2001年の創立百周年記念式典挙行に伴い公募によって校歌新2番の歌詞を定めた。作曲は小山作之助。

## 校章
- 校章 - ウェイバックマシン（2007年9月27日アーカイブ分）

## 交通
- 東海旅客鉄道飯田線：飯田駅、桜町駅徒歩20分